# Bahnhof Berlin-Halensee
Der Bahnhof Berlin-Halensee ist ein S-Bahnhof im gleichnamigen Berliner Ortsteil Halensee des Bezirks Charlottenburg-Wilmersdorf. Er befindet sich an der Ringbahn und ist über eine Verbindungsstrecke mit der nördlich querenden Stadtbahn verbunden. Der Bahnhof befindet sich am Kurfürstendamm, der rund 300 Meter westlich am Rathenauplatz endet, und wurde durch die Besetzung des Stellwerks während des Berliner S-Bahn-Streiks im Jahr 1980 bekannt.
Zum S-Bahnhof gehört eine Abstell- und Wendeanlage, diese befindet sich östlich des Bahnsteigs.

## Geschichte

### Anfangsjahre
Der Bahnhof wurde zusammen mit der Verlängerung der Ringbahnstrecke von Schöneberg nach Moabit am 15. November 1877 eröffnet. Der zunächst einfach eingerichtete Haltepunkt befand sich südlich des heutigen Bahnsteigs auf dem Gelände der Wendeanlage und trug den Namen Grunewald. Im Jahr 1884 erfolgte der Umbau der Anlage, wobei der alte Bahnsteig zugunsten einer viergleisigen Wendeanlage abgetragen wurde. Nördlich davon entstanden zwei Bahnsteige für die Ringbahnzüge sowie die von hier aus über eine neu eingerichtete Verbindungskurve von und zur Stadtbahn geleiteten Züge. Gleichzeitig erfolgte die Umbenennung in den heutigen Namen Halensee, während der nahe gelegene Bahnhof Hundekehle an der Wetzlarer Bahn den Namen Grunewald erhielt. Ein repräsentatives Empfangsgebäude am Kurfürstendamm komplettierte die Anlage.

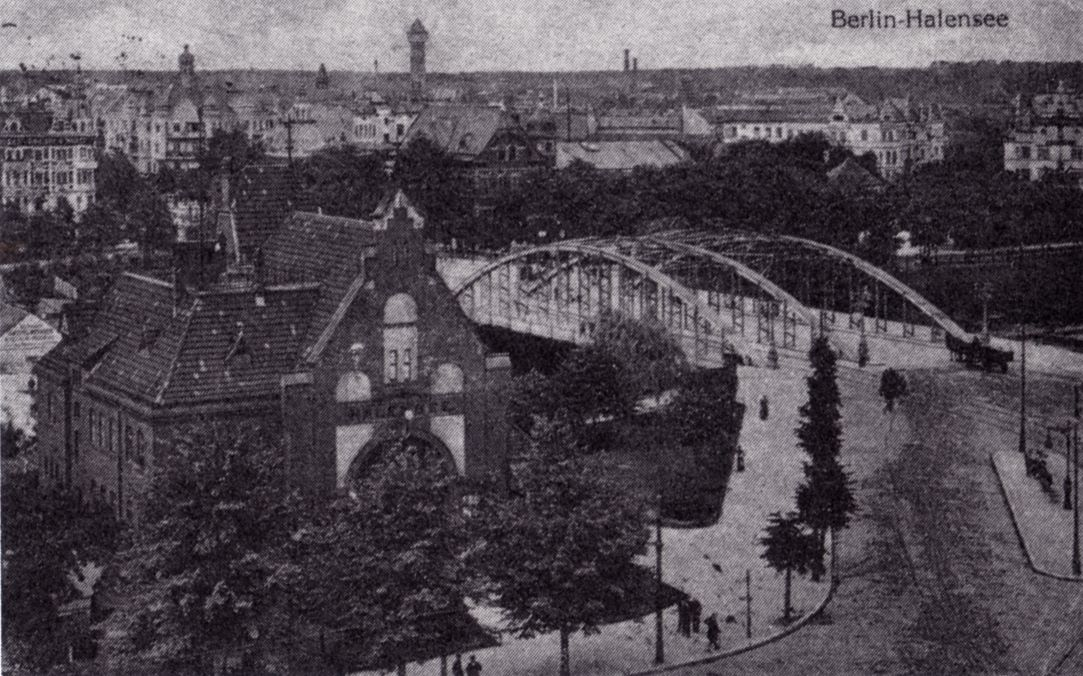
Bahnhof Halensee, um 1900

Das Empfangsgebäude war ein zweigeschossiger Backsteinbau im Stil der Neoromanik. Es befand sich am Nordwestende des Bahnhofs mit Ausgängen zum Kurfürstendamm und der anliegenden Seesener Straße. Dem Gebäude schlossen sich die verglasten, umgangssprachlich als „Gewächshäuser“ bezeichneten Zugänge zu den beiden Bahnsteigen A und B an. Die Dachkonstruktion der beiden Bahnsteige bestand aus einer mittigen einstieligen Dachkonstruktion, wie man sie nur auf der Ringbahn finden konnte. Stützen dieses Typs sind unter anderem noch auf dem Bahnhof Prenzlauer Allee anzutreffen. Die viergleisige Kehranlage schloss sich südlich an, nördlich des Bahnhofs erfolgte die Trennung von Stadt- und Ringbahn.
Am 6. November 1928 erfolgte die Aufnahme des elektrischen Betriebs. Dazu wurden sämtliche Anlagen des Vorortverkehrs umgestellt, die Signale umgerüstet, die Bahnsteige auf die heute noch gültige Höhe von 960 Millimetern erhöht und weitere Maßnahmen getroffen. Als Zuggruppen verkehrten die Zuggruppe A entlang der gesamten Ringbahn und der Südringspitzkehre sowie die Zuggruppe G, die von Mahlsdorf kommend über die Ost- und Stadtbahn auf den Ring schwenkte und anschließend über die Verbindung Neukölln–Baumschulenweg zur Görlitzer Bahn in Richtung Grünau verkehrte. An Sonntagen wurde im Ausflugsverkehr die Zuggruppe E gefahren, die als Vollring fuhr.
Nach den in den 1930er Jahren von Hitler entstandenen Entwürfen für eine „Welthauptstadt Germania“ sollte die Ringbahn grundlegend ausgebaut werden. Der Bahnhof Halensee sollte dabei westlich der bestehenden Bahnsteige einen weiteren eingleisigen Bahnsteig erhalten. Hintergrund war die Anlage einer Verbindungskurve von der Ring- zur Stadtbahn, die im Gegensatz zur bestehenden nach Westen führte, wo sich ein neuer Westbahnhof anstelle des alten Bahnhofs Westkreuz befinden sollte. Die Maßnahmen kamen nie über das Planungsstadium hinaus.
Während des Zweiten Weltkriegs wurde das Empfangsgebäude bei alliierten Luftangriffen getroffen und brannte anschließend aus. Die Ruine blieb nochmals weitere 15 Jahre bestehen und diente weiterhin als Zugang zum Bahnhof. Die Stadt war nun mittlerweile getrennt, die Betriebsführung der S-Bahn oblag allerdings weiterhin der Deutschen Reichsbahn.
Auf Betreiben des Berliner Senats, der die Halenseebrücke neu errichten ließ und 1958 den Abriss des bisherigen Empfangsgebäudes veranlasste, wurde 1960 an gleicher Stelle ein Neubau im Pavillonstil errichtet. Bauherr war die Verwaltung des ehemaligen Reichsbahnvermögens.

### S-Bahn-Boykott und Reichsbahnerstreik

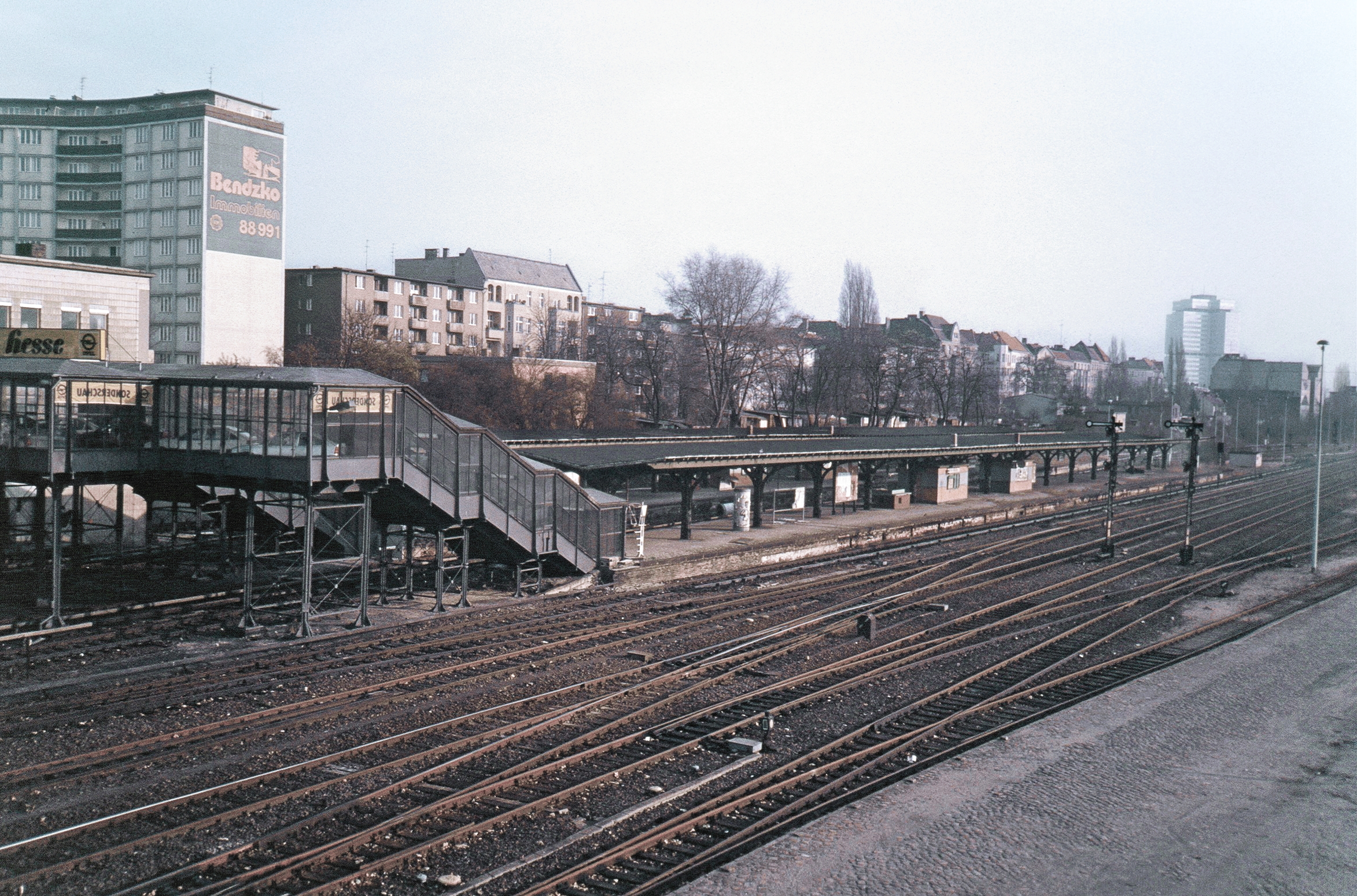
Stillgelegter S-Bahnhof, 1986

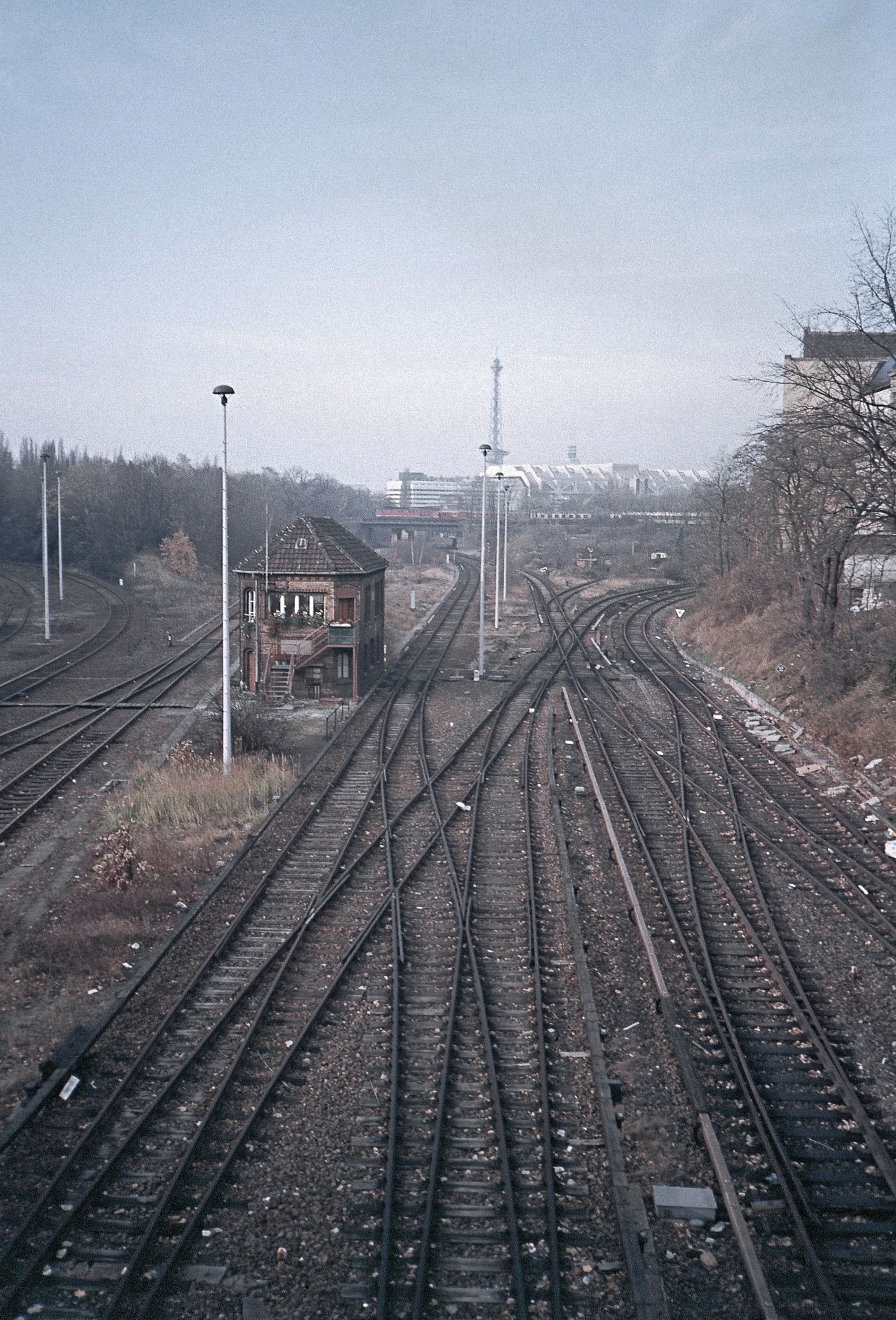
Stellwerk Hal, rechts die Südringkurve zur Stadtbahn, links die Verbindungskurve zum Rangier- und Güterbahnhof Grunewald, im Hintergrund die Wetzlarer Bahn, 1986

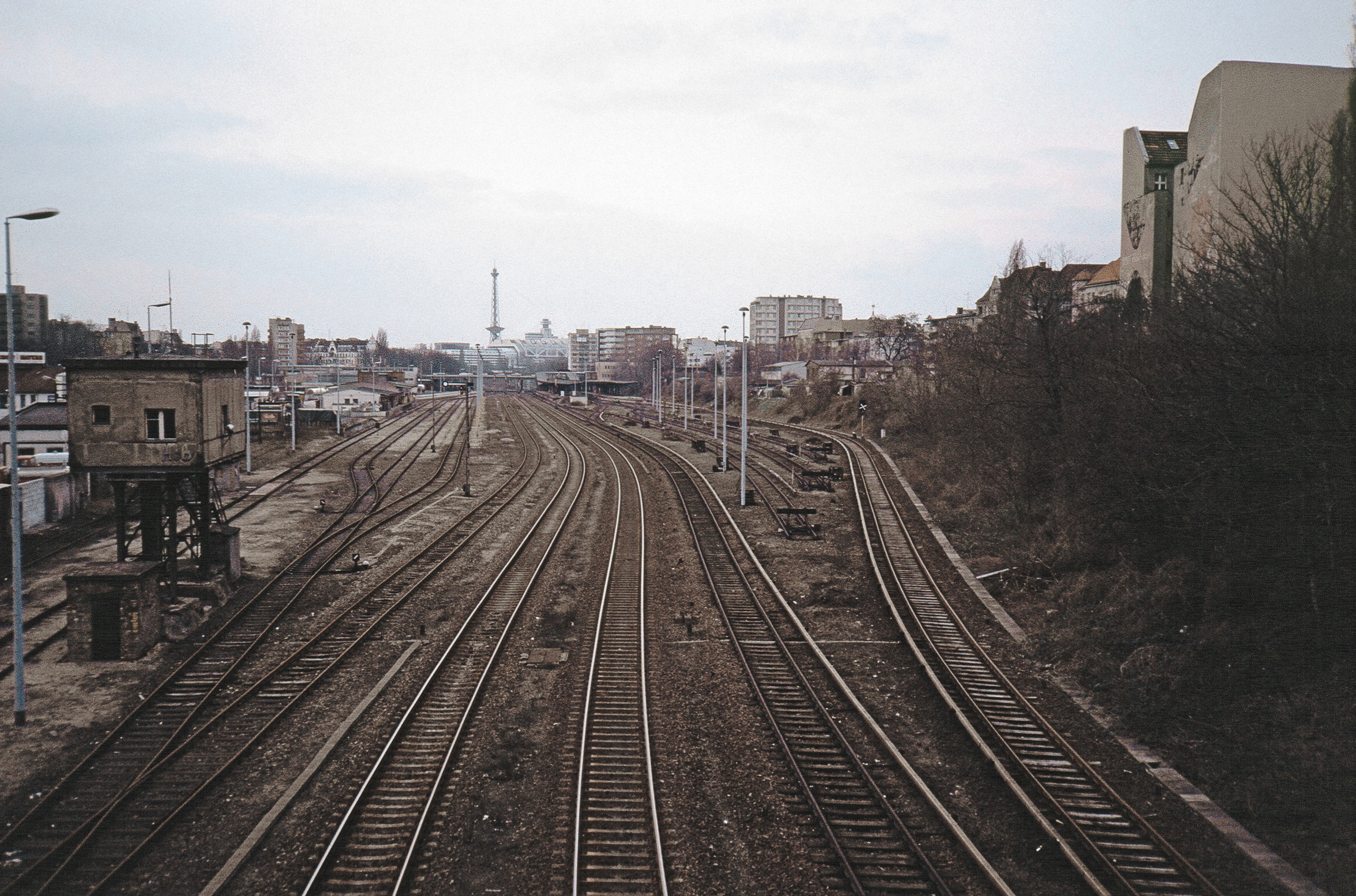
Bahnhof Halensee (Sicht von der Paulsborner Brücke), links ein Teil des Güterbahnhofs, 1989

Nach dem Mauerbau am 13. August 1961 kam es bereits vier Tage später zum – vom Deutschen Gewerkschaftsbund und dem Regierenden Bürgermeister Willy Brandt ausgerufenen – Boykott der S-Bahn. „Der S-Bahnfahrer zahle die Grenzbefestigungsanlagen an der innerberlinischen Grenze“, hieß es. Die Aktion fand bereits früh große Zustimmung und etwa 400.000 Fahrgäste wandten sich von der S-Bahn ab, wobei aber der West-Berlin durchquerende und nunmehr entfallene Verkehr von DDR-Bürgern auch eine Ursache war. Trotzdem behielt die Reichsbahn zunächst die alten Taktdichten bei, auf der Zuggruppe A sogar bis 1980. Allerdings wechselten ab Mai 1976 alternierend die Endstellen Sonnenallee und Köllnische Heide. Die von der Stadtbahn kommende Zuggruppe G (Friedrichstraße – Köllnische Heide) wurde gleichzeitig eingestellt.
Ab Mai 1977 verkehrte bis zum Streik 1980 die Zuggruppe C zwischen Zoo und Sonnenallee (zuvor ab Gesundbrunnen) im Berufsverkehr.
Wegen des drastischen Rückgangs der Fahrgastzahlen sah sich die Reichsbahn zunehmend gezwungen, den Betrieb auszudünnen. Eine alleinige Ausdünnung des Fahrplanangebots reichte jedoch nicht aus, um das jährliche Defizit von 120 bis 140 Millionen Mark (kaufkraftbereinigt in heutiger Währung: rund 170,9 Millionen Euro) auszugleichen. Daher kam es auch zur Einsparung von Personal. Die verbliebenen West-Berliner Reichsbahner beklagten sich jedoch um die Mehrarbeit, die diese zu entrichten hatten sowie über die im Vergleich zu anderen West-Betrieben geringere Bezahlung. Als die DR eine weitere Einsparungsmaßnahme im September 1980 ankündigte, kam es am 15. September zu den ersten Arbeitsniederlegungen. Zwei Tage später kam es zum Höhepunkt des Streiks, bei dem der gesamte Verkehr im Westen eingestellt wurde. Reichsbahner besetzten das Stellwerk Hal im Bahnhof. Die sich anschließenden Triebzugführer sollen zudem die Hauptsicherungen der Züge entfernt haben, damit etwaige Streikbrecher den Verkehr nicht weiterführen könnten.
Die West-Berliner Polizei war jedoch nicht in der Lage, das Stellwerk zu räumen, da sich die Anlagen im Besitz der DR befanden und somit nicht zum Territorium von West-Berlin gehörten. Dies geschah erst am 22. September durch die Bahnpolizei, die aus West-Berliner Reichsbahnern und britischen Soldaten bestand. Die acht Streikenden wurden anschließend festgenommen.
Drei Tage später hatte sich der Streik weitestgehend gelegt, sodass der weitere Ablauf festgelegt werden konnte. Die Ringbahn wurde daraufhin stillgelegt und der Betrieb lediglich auf der Stadtbahn sowie im Nord-Süd-Tunnel und den angrenzenden Strecken aufrechterhalten.

### Zwischennutzung und Wiedereröffnung

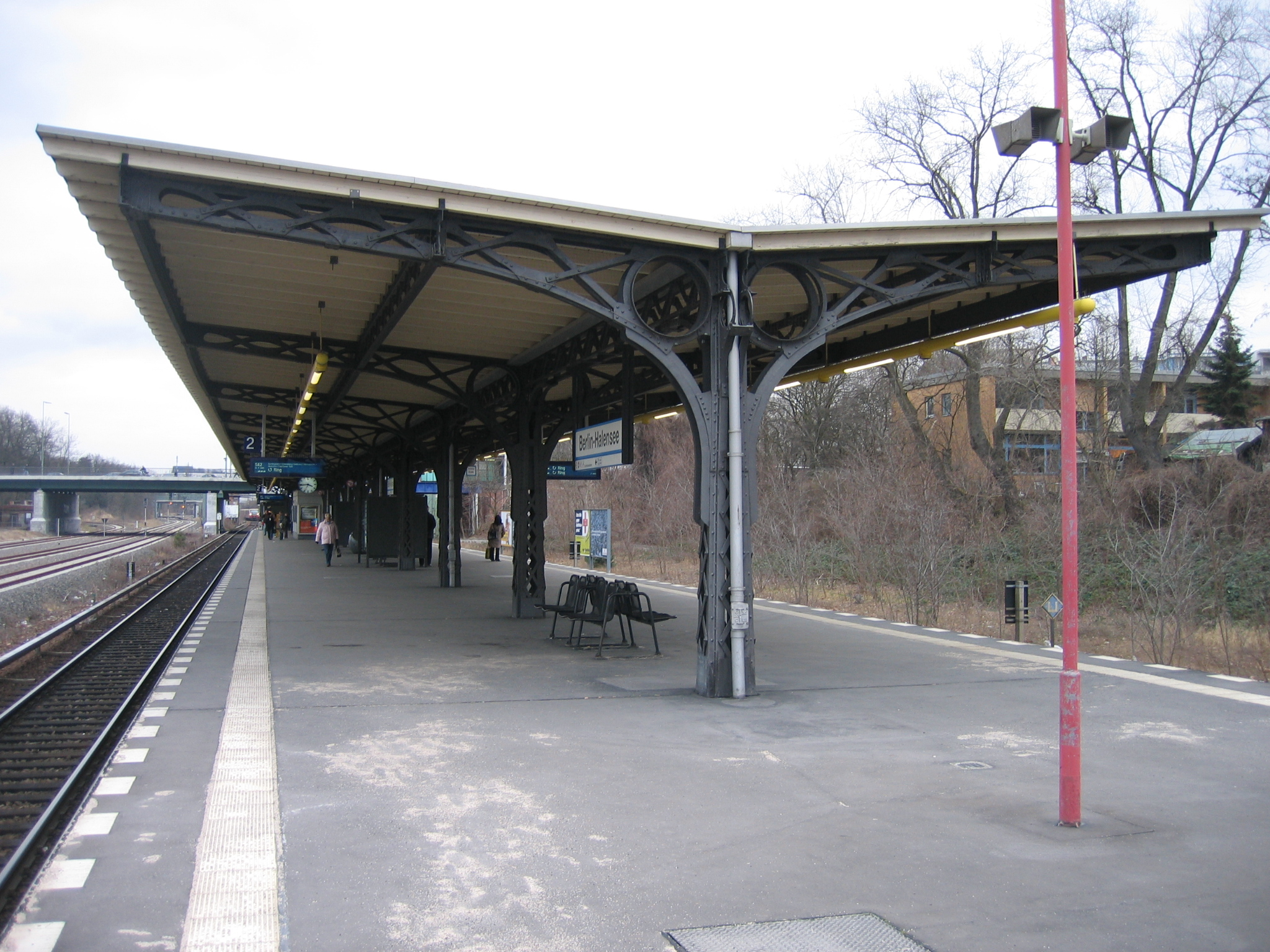
Bahnsteig, 2008

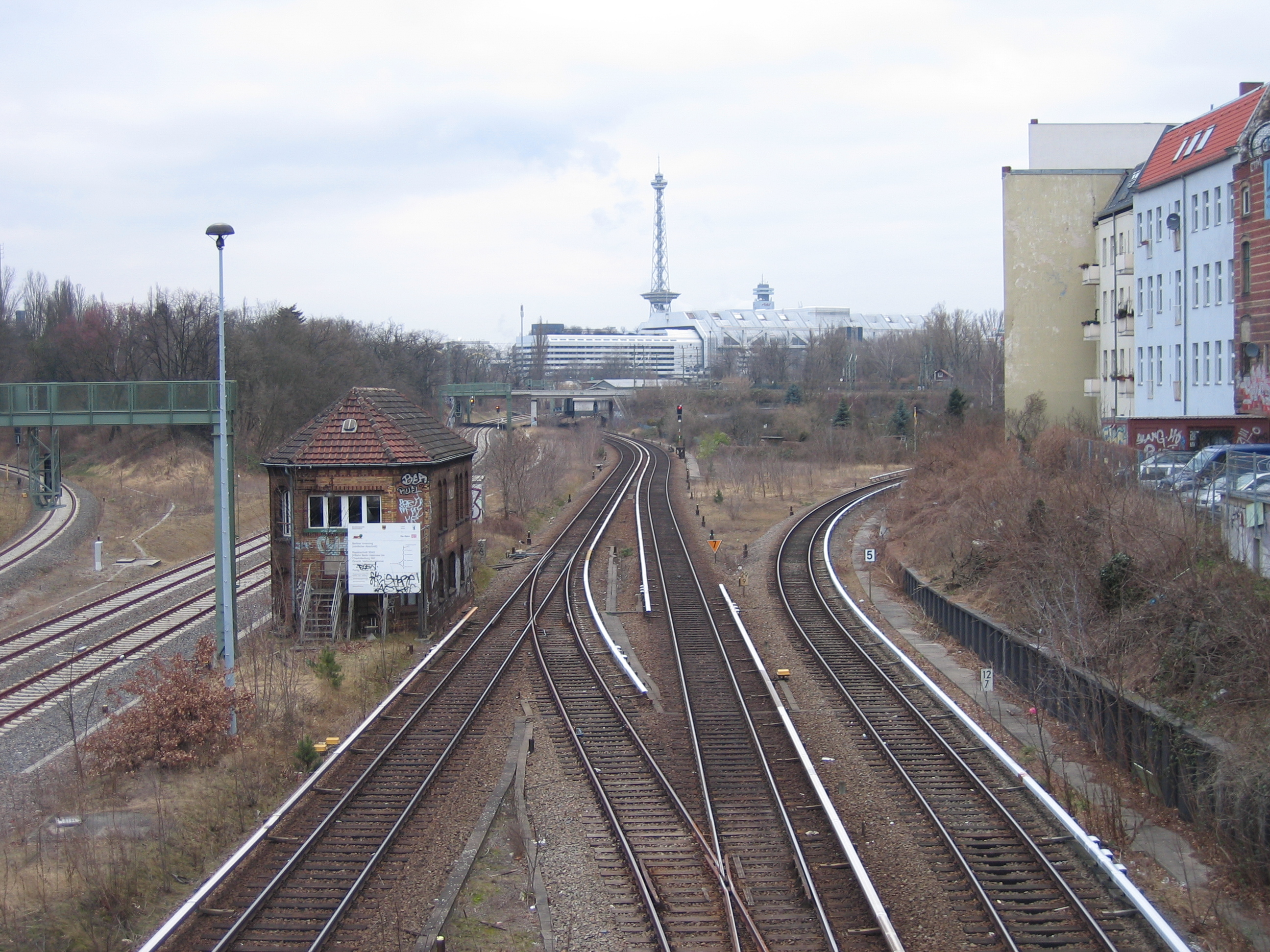
Stellwerk Hal, rechts der Abzweig zur Südringkurve, 2008

Nach der vorübergehenden Stilllegung verfiel das Bahnhofsgelände zunehmend. Das Empfangsgebäude und der verglaste Übergang wurden ab 1985 als Ausstellungsraum eines Autohauses weitergenutzt, ersteres 1993 aber abgerissen. In den Folgejahren entfachten zahlreiche Diskussionen um die Wiedereröffnung der Strecke. Unter den verschiedenen Vorschlägen, wie die Bahnanlagen wiederherzustellen seien, gab es auch die Variante, die S-Bahn-Trasse einschließlich der parallel verlaufenden Stadtautobahn zu „deckeln“, also die gesamte Trasse in eine Tunnelstrecke umzuwandeln. Auf der darüber liegenden Fläche sollte Platz für 1400–1600 Wohnungen entstehen. Das Fehlen privater Investoren sorgte jedoch dafür, dass das Projekt auf Eis gelegt wurde.
Im Jahr 1989 erfolgte der Beschluss zur Wiederinbetriebnahme der Ringbahn bis 1991. Zunächst sollte nur der Abschnitt Westend–Schöneberg in Betrieb gehen. Durch die dazwischengekommene Wiedervereinigung der beiden Stadthälften wurde allerdings beschlossen, die Strecke gleich bis Baumschulenweg wiederzueröffnen.
Der Bahnhof wurde daraufhin umfangreich instand gesetzt. Da die Südringkurve mit nun einem Gleis nur noch für Betriebsfahrten genutzt werden sollte, genügte ein Bahnsteig; der alte Bahnsteig A wurde daraufhin abgetragen. Beim verbliebenen Bahnsteig erneuerte man den Belag sowie die Aufbauten und ersetzte zudem die Dachkonstruktion. Die Gewächshausgänge wurden in zeitgemäßerer Form beibehalten. Außerdem erhielt die Station einen Aufzug. Die Kehranlage im Süden wurde dagegen auf nur ein Gleis reduziert, da über die verbliebene Fläche die neue Trasse führt. Kurz vor der Wiederinbetriebnahme wurde zudem das alte Empfangsgebäude wegen Baufälligkeit abgetragen. Die Fläche liegt bis heute brach. Die feierliche Einweihung des Abschnitts fand am 17. Dezember 1993 statt.
Seit Ende 2015 erfolgt die Zugabfertigung durch den Triebfahrzeugführer mittels Führerraum-Monitor (ZAT-FM).
Obwohl der Platz für einen zweiten Bahnsteig noch vorhanden ist und der Bahnhof zunächst nur provisorisch modernisiert wurde, ist derzeit ein Ausbau nicht geplant. Die Deckelung des Ringbahnabschnitts im Bereich Halensee ist derzeit ebenfalls kein aktuelles Thema. Neben den fehlenden Investoren verfolgte die Bahn zudem zeitweise andere Planungen mit dem Gelände.

## Güterbahnhof

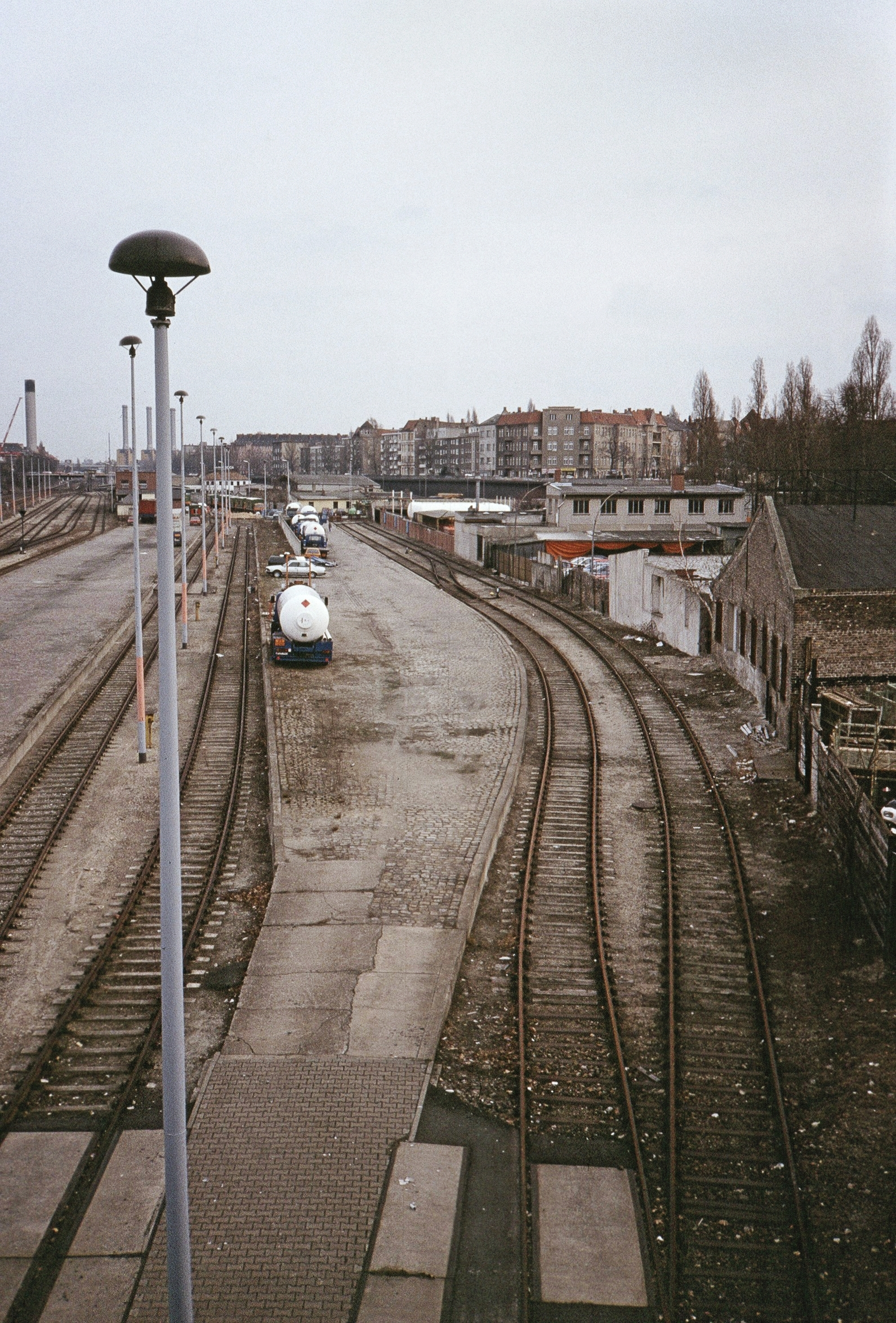
Güterbahnhof Halensee, 1989

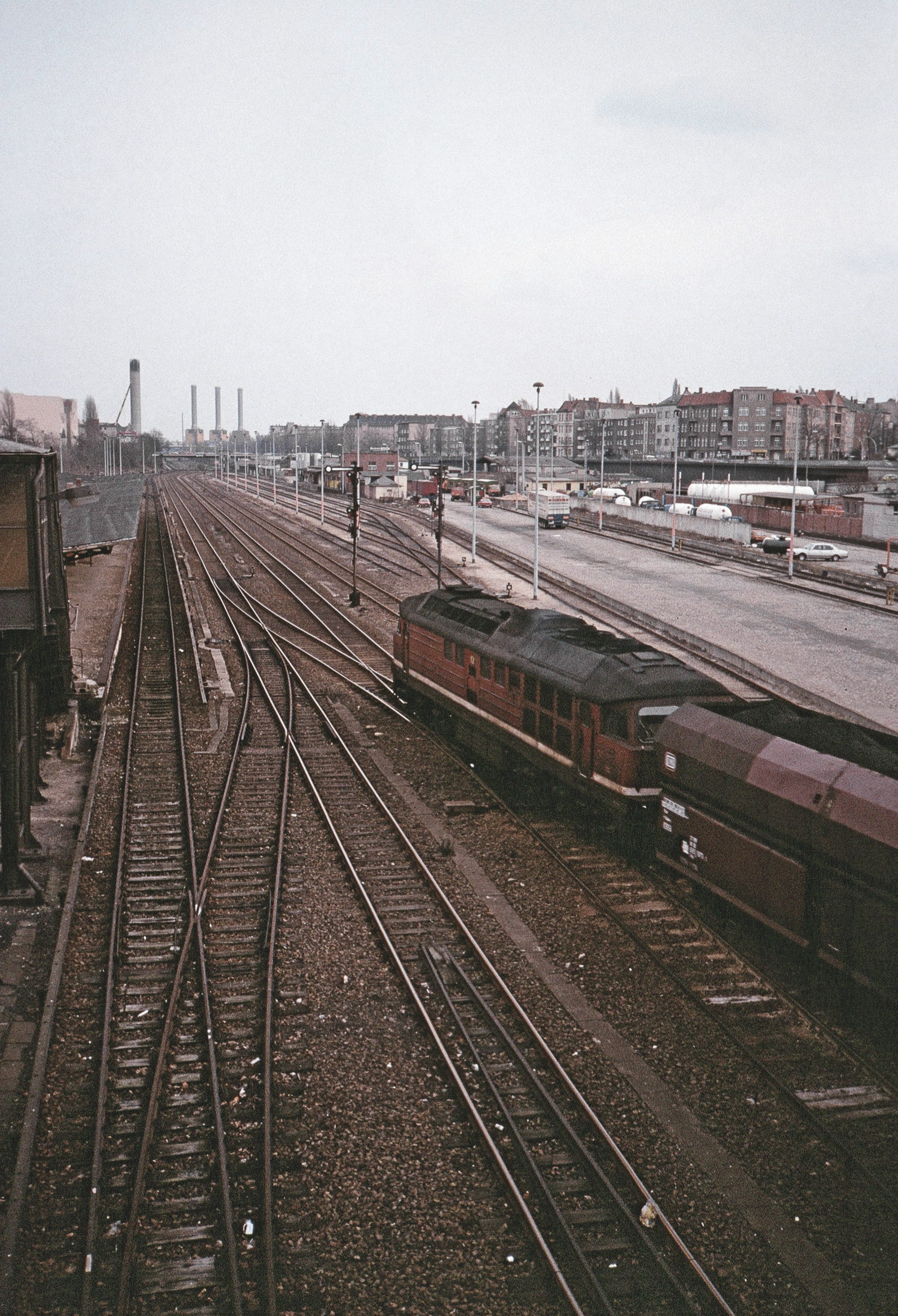
Kohlenzug mit BR 132 durchfährt den Bahnhof, 1989

An den Güterzuggleisen der Ringbahn, südwestlich des S-Bahnsteigs, befand sich der Güterbahnhof Halensee. Der ehemals achtgleisige Güterbahnhof war bis in die 1990er Jahre in Betrieb. Ein Teil des Geländes wurde auch danach noch durch Gewerbebetriebe genutzt. Nachdem die Fläche ab Sommer 2010 beräumt wurde, entstand im Jahr 2013 auf einem 40.000 m² großen Teilstück ein Baumarkt.
Am 2. Juni 1913 wurde die Friedhofsbahn von Wannsee nach Stahnsdorf eröffnet. Am dortigen Bahnhof entstand eine Leichen-Entladehalle, in der die Särge aus Berlin von den Güterwagen auf Karren umgeladen wurden. Die zugehörige Beladestelle für die Särge errichtete die Preußische Staatseisenbahn auf dem Gütergelände des Bahnhofs Halensee.
Am ehemaligen Güterbahnhof zweigt von den Fernbahngleisen der Ringbahn eine Verbindungskurve ab, die über die Abstellanlage Grunewald zur Wetzlarer Bahn führt.

## Anbindung
Der S-Bahnhof wird von den Linien S41, S42 und S46 der S-Bahn Berlin bedient. Es besteht eine Umsteigemöglichkeit zu den Buslinien X10, 143, M19, M29 der Berliner Verkehrsbetriebe
| Linie | Verlauf | Takt in der HVZ |
| ----- | --- | --------------- |
| ↻ ↺   | Gesundbrunnen – Schönhauser Allee – Prenzlauer Allee – Greifswalder Straße – Landsberger Allee – Storkower Straße – Frankfurter Allee – Ostkreuz – Treptower Park – Sonnenallee – Neukölln – Hermannstraße – Tempelhof – Südkreuz – Schöneberg – Innsbrucker Platz – Bundesplatz – Heidelberger Platz – Hohenzollerndamm – Halensee – Westkreuz – Messe Nord/ZOB – Westend – Jungfernheide – Beusselstraße – Westhafen – Wedding – Gesundbrunnen \|\| 05 min |                 |
|       | Westend – Messe Nord/ZOB – Westkreuz – Halensee – Hohenzollerndamm – Heidelberger Platz – Bundesplatz – Innsbrucker Platz – Schöneberg – Südkreuz – Tempelhof – Hermannstraße – Neukölln – Köllnische Heide – Baumschulenweg – Schöneweide – Johannisthal – Adlershof – Grünau – Eichwalde – Zeuthen – Wildau – Königs Wusterhausen \|\| 20 min |                 |